# Brasenia schreberi
Brasenia schreberi är en kabombaväxtart som beskrevs av Johann Friedrich Gmelin. Brasenia schreberi ingår i släktet Brasenia och familjen kabombaväxter. Inga underarter finns listade i Catalogue of Life.

## Bildgalleri

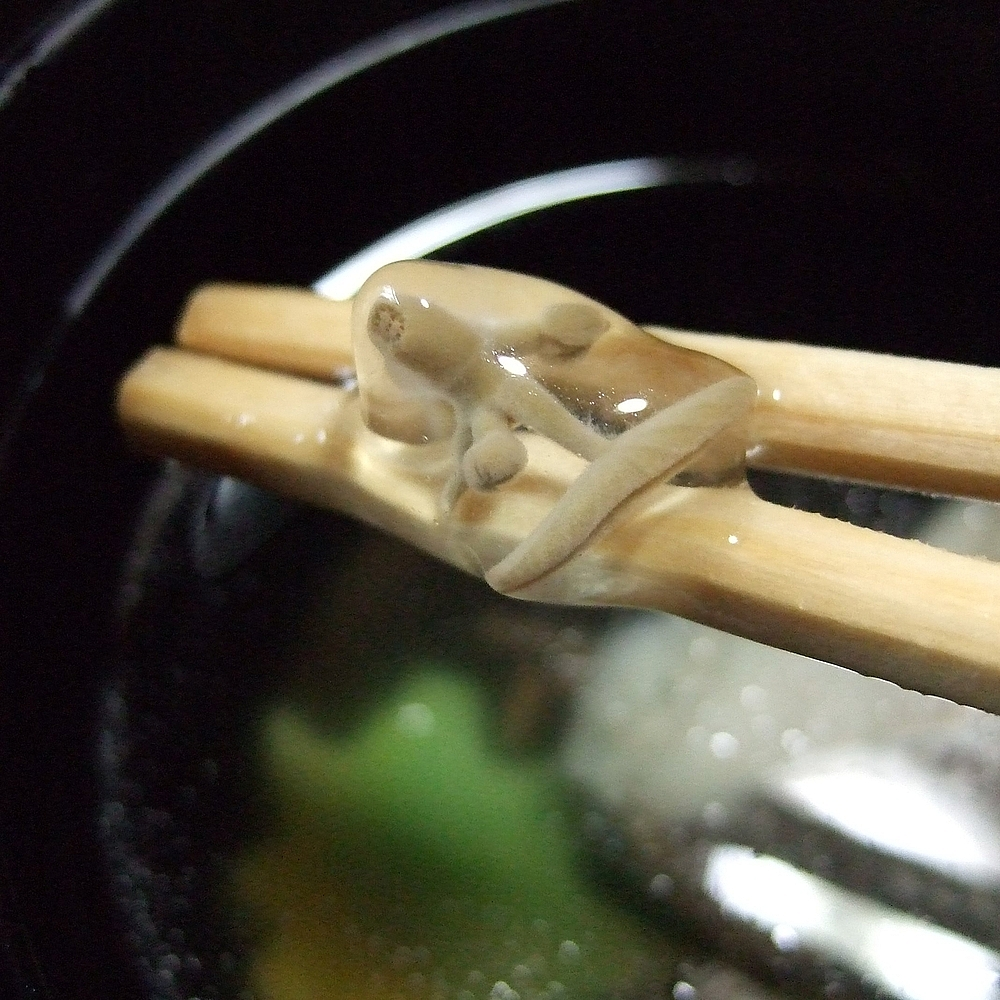
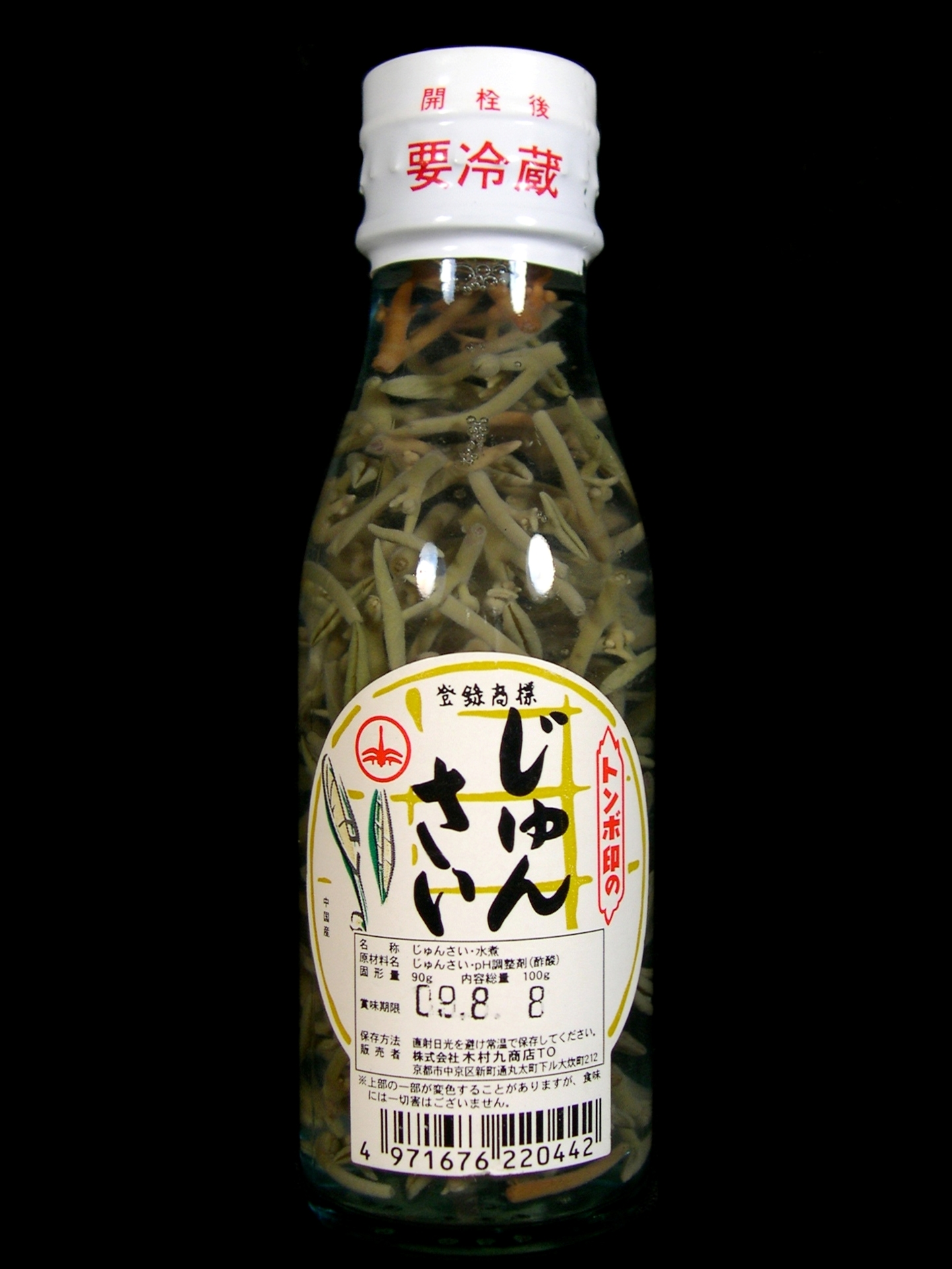